# Acoustic Tour (The Union Street Tour)
Acoustic Tour (o también llamada The Union Street Tour) es la duodécima gira del dúo británico Erasure. La gira se desarrolló en el año 2006 y además representa a su álbum Union Street. Aprovechando ese motivo, la gira se realizó sólo con instrumentos acústicos y con ausencia de computadoras, por primera y única vez en la historia de la banda.

## Banda
- Andy Bell (Cantante)
- Vince Clarke (Guitarras, Melódica y Mandolina)
- Valerie Chalmers (Corista y percusión)
- Jill Walsh (Corista, Cítara, Flauta celta y melódica)
- Smith Curry (Guitarra steel horizontal], Dobro y Banjo)
- Richard Hammond (Contrabajo)
- Steve Walsh (Guitarra y mandolina)
- Ben Wittman (Percusión)

## Temas interpretados
1. «Home»
2. «Boy»
3. «Stay with Me»
4. «Love Affair»
5. «Oh L'Amour»
6. «Alien»
7. «Blue Savannah»
8. «Spiraling»
9. «How Many Times?»
10. «Sometimes»
11. «Tenderest Moments»
12. «Ship of Fools»
13. «Love to Hate You»
14. «Against My View»
15. «Piano Song»
16. «Rock Me Gently»
17. «Stop!»
18. «Chains of Love»
19. «A Little Respect»
20. «Victim of Love»
21. «Breathe»

## Concierto en CD y en DVD
En 2006, se editó el álbum Acoustic Live, registrada el 19 de abril de 2006 en el marco de la gira acústica, en el Shepherds Bush Empire.

En (2007) se publicó el DVD On the Road to Nashville, que incluye el recital brindado 6 de mayo de 2006 en el Ryman Auditorium Nashville, Tennessee, Estados Unidos. Este DVD, también presentó un CD en vivo y un documental.